# Walter Santesso
Walter Santesso, né à Vigonza le 27 février 1931 et mort dans la même ville le 20 janvier 2008, est un acteur, scénariste et réalisateur italien.

## Biographie
Walter Santesso est un acteur actif dans les années 1950 et 1960. On s'en souvient surtout pour avoir joué le rôle de Paparazzo dans le film La dolce vita de Federico Fellini.
Il a réalisé un certain nombre de longs métrages pour l'enfance, parmi lesquels, en 1978, le film La carica delle patate.

## Filmographie

### Comme acteur
- 1951 : L'ultima sentenza de Mario Bonnard
- 1952 : Sérénade amère (Serenata amara) de Pino Mercanti
- 1954 : I cinque dell'Adamello (it) de Pino Mercanti
- 1954 : Les Gaîtés de l'escadron (Allegro squadrone) de Paolo Moffa
- 1954 : Canzone d'amore (it) de Giorgio Simonelli
- 1956 : Il suo più grande amore d'Antonio Leonviola
- 1957 : Classe di ferro (it) de Turi Vasile
- 1957 : El Alamein de Guido Malatesta
- 1957 : Le ciel brûle (Il cielo brucia) de Giuseppe Masini
- 1958 : Caporale di giornata de Carlo Ludovico Bragaglia
- 1958 : Promesse di marinaio de Turi Vasile
- 1958 : Avventura a Capri de Giuseppe Lipartiti
- 1958 : Jambes d'or (Gambe d'oro) de Turi Vasile
- 1959 : L'Homme aux cent visages (Il mattatore) de Dino Risi
- 1960 : Madri pericolose de Domenico Paolella
- 1960 : Le Bal des espions de Michel Clément et Umberto Scarpelli
- 1960 : La dolce vita de Federico Fellini
- 1961 : L'urlo dei bolidi de Leo Guarrasi
- 1961 : Scano Boa de Renato Dall'Ara
- 1962 : Spedizione punitiva de Moraldo Rossi (it)
- 1962 : Dulcinée (Dulcinea) de Vicente Escrivá
- 1962 : Le Meurtrier de Claude Autant-Lara
- 1967 : Mercanti di vergini de Renato Dall'Ara

### Comme scénariste et réalisateur
- 1966 : Eroe vagabondo
- 1968 : L'importanza di avere un cavallo
- 1978 : La carica delle patate
- 1984 : Il cane e il gatto
- 1991 : Il volo di Teo

### Crédit d'auteurs
- (it) Cet article est partiellement ou en totalité issu de l’article de Wikipédia en italien intitulé « Walter Santesso » (voir la liste des auteurs).